# Heiligdom

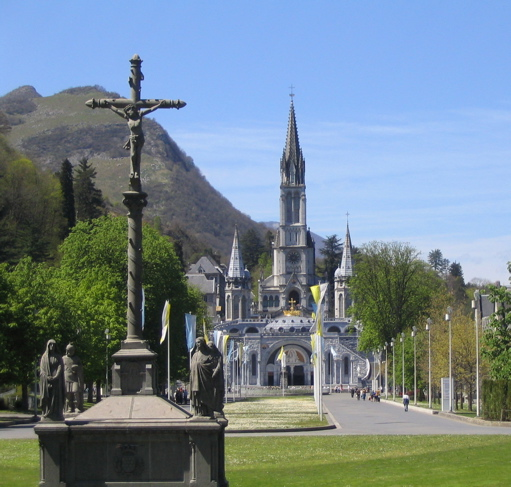
De heiligdommen in Lourdes

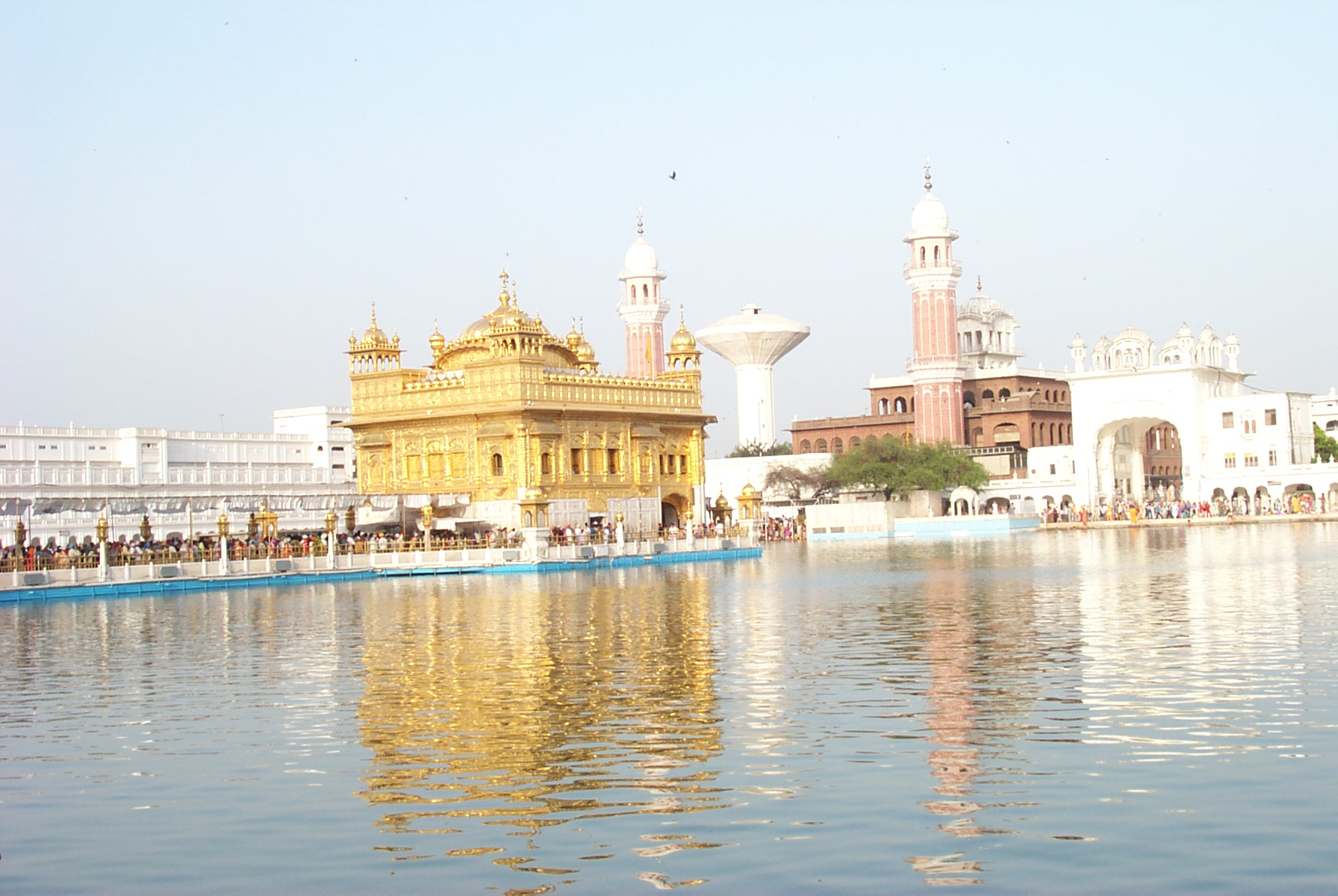
Harmandir Sahib in India

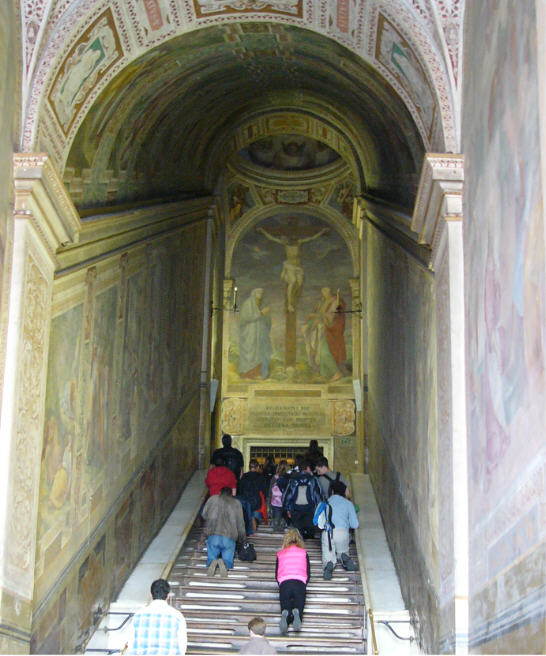
De Heilige Trap naar de Sancta Sanctorum (het Heilige der Heiligen)

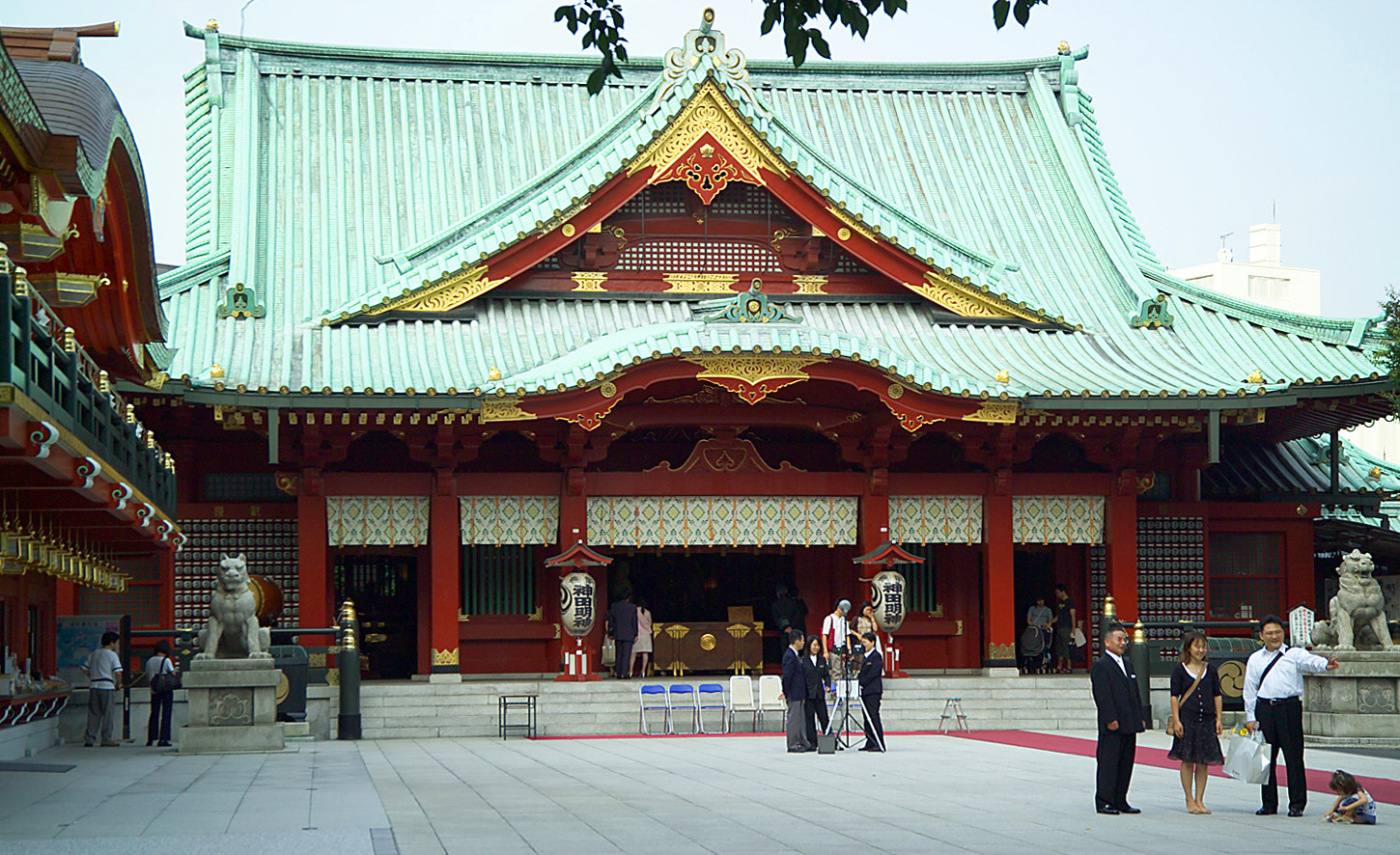
Een jinja in Japan

Een heiligdom is een plek die door een volk als heilig wordt gezien en meestal is ingevuld met een kerk, boomheiligdom, een schrijn of een tempel.
Vrijwel alle volkeren over de hele wereld hebben plaatsen die ze als heilig beschouwen. Op dergelijke cultusplaatsen komen de mensen samen en beoefenen ze hun religie. In Japan dienen Boeddhistische tempels en jinja's of shinto-schrijnen als plaatsen waar monniken studeren en mediteren, en zijn daarom eerder vergelijkbaar met kloosters. Op deze heilige plekken plaatsen ze hun heiligdommen, zoals heilige bomen, menhirs, steencirkels, hunebedden, Romeinse tempels, synagoges, wat's, pagode's, moskeeën, kapellen, basilieken, kerken en kathedralen. Ook kiezen ze bomen, open plekken, bergen, heuvels, meren, bronnen en rivieren uit als heiligdom. Ze voeren vaak rituelen uit in of rond het heiligdom.
Wichelroedelopers zijn bij heiligdommen vaak op zoek naar leylijnen.
In het verleden boden heiligdommen ook vaak asiel aan vervolgden. Een bekend voorbeeld was Elizabeth Woodville, de gemalin, later weduwe van Eduard IV van Engeland, die telkens haar intrek nam in Westminster Abbey.

## Heiligdommen
Hieronder volgen enkele heiligdommen, waarvan enkele op de Werelderfgoedlijst van UNESCO zijn geplaatst.
- Grieks heiligdom
- Heiligdom van Onze-Lieve-Vrouw van Lourdes
- Jongmyo-heiligdom
- Loyola (heiligdom)
- Heiligdom van de Grote Goden van Samothrake
- Thracisch graf van Kazanlak
- Thracisch graf van Sveshtari
- Heiligdom van Bom Jesus do Congonhas
- Heiligdom van Pietralba
- Didyma
- Brauron
- Vuurtempel
- Heilige Trap
- Yazılıkaya
- Olympia
- Tempel van Juno Lucina
- Gouden Moskee
- Harmandir Sahib
- Boeddhistische tempel
- My Son
- Tempel van Artemis in Efeze
- Delphi (Griekenland)
- Ka'aba in de Al-Masjid al-Haram
- Ġgantija
- Rotskoepel